# ماریان رنتگن
ماریان رنتگن (لهستانی: Marian Rentgen؛ ‏ ۲۳ ژوئن ۱۸۸۸ – بهار ۱۹۴۰) بازیگر، موسیقی‌دان، خواننده و کارگردان فیلم اهل لهستان بود. او در بهار ۱۹۴۰ در جریان کشتار کاتین به قتل رسید.
از فیلم‌هایی که وی در آن‌ها نقش داشته‌است، می‌توان به عالی‌جناب، شاگرد مغازه و یکصد متر عشق اشاره نمود.